# Jakub Wanacki
Jakub Wanacki (ur. 12 marca 1991 w Opolu) – polski hokeista, reprezentant Polski. 

## Kariera
- Orlik Opole (2006-2010)
- SMS I Sosnowiec (2008-2010)
- GKS Tychy (2010-2015)
- Anglet Hormadi (2015-2016)
- Polonia Bytom (2016-2017)
- Tauron KH GKS Katowice (2017-2019)
- Re-Plast Unia Oświęcim (2019-2021)
- GKS Katowice (2021-2024)
- Cracovia (2024-2025)
- Zagłębie Sosnowiec (2025-)

Wychowanek Orlika Opole. Absolwent NLO SMS PZHL Sosnowiec z 2010. Od maja 2010 zawodnik GKS Tychy. W kwietniu 2013 przedłużył kontrakt z klubem. Od czerwca 2015 zawodnik francuskiego klubu Anglet Hormadi. Od czerwca 2016 zawodnik Polonii Bytom. Od maja 2017 zawodnik GKS Katowice. Po sezonie 2018/2019 odszedł z klubu. W maju 2019 został zawodnikiem Re-Plastu Unia Oświęcim. Od maja 2021 ponownie zawodnik GKS Katowice. Od maja 2024 zawodnik Cracovii. W maju 2025 został zaangażowany do zespołu ECB Zagłębie Sosnowiec.
W barwach reprezentacji Polski do lat 18 występował na turniejach mistrzostw świata juniorów do lat 18 w 2008, 2009. Z reprezentacją Polski do lat 20 wystąpił na turniejach mistrzostw świata juniorów do lat 20 w 2010 (Dywizja I), 2011 (Dywizja II). W barwach seniorskiej reprezentacji uczestniczył w turniejach mistrzostw świata w 2014 (Dywizja IB), 2015, 2017, 2018 (Dywizja IA), 2024 (Elita).
W trakcie kariery zyskał pseudonim Wanek.

## Sukcesy
Reprezentacyjne
- Awans do MŚ do lat 20 Dywizji I: 2011
- Awans do mistrzostw świata Dywizji I Grupy A: 2014

Klubowe
- Srebrny medal mistrzostw Polski: 2011, 2014 z GKS Tychy, 2018 z Tauron KH GKS Katowice, 2020[14] z Unią Oświęcim, 2024 z GKS Katowice
- Brązowy medal mistrzostw Polski: 2013 z GKS Tychy, 2017 z Polonią Bytom, 2019 z Tauron KH GKS Katowice
- Puchar Polski: 2014 z GKS Tychy
- Złoty medal mistrzostw Polski: 2015 z GKS Tychy, 2022, 2023 z GKS Katowice
- Superpuchar Polski: 2022 z GKS Katowice

Indywidualne
- Mistrzostwa świata do lat 18 w hokeju na lodzie mężczyzn 2008 Dywizja I:
  - Pierwsze miejsce w klasyfikacji kanadyjskiej wśród obrońców turnieju: 4 punkty
- Mistrzostwa Świata Juniorów w Hokeju na Lodzie 2011/II Dywizja#Grupa B:
  - Pierwsze miejsce w klasyfikacji strzelców wśród obrońców turnieju: 3 gole[15]
  - Pierwsze miejsce w klasyfikacji asystentów wśród obrońców turnieju: 5 asyst
  - Pierwsze miejsce w klasyfikacji kanadyjskiej wśród obrońców turnieju: 8 punktów
  - Najlepszy obrońca turnieju[16]